# Idiomacromerus insuetus
Idiomacromerus insuetus är en stekelart som först beskrevs av Charles Joseph Gahan 1917.  Idiomacromerus insuetus ingår i släktet Idiomacromerus och familjen gallglanssteklar. Inga underarter finns listade i Catalogue of Life.